# Caída libre (película de 2024)
Caída libre es una película española de drama y thriller, dirigida por Laura Jou y escrita por Bernat Vilaplana, basada en un argumento de la propia Jou. Está protagonizada por Belén Rueda, Ilay Kurelovic, Mariia Netavrovana, Irene Escolar, Manuela Vellés y Brays Efe. Se estrenó en cines españoles el 17 de mayo de 2024, con distribución de Universal Pictures España.

## Trama
Marisol es una icónica entrenadora de gimnasia rítmica de élite que roza los 60. Su mundo se resquebraja el día en que Octavio, su marido, se marcha de casa para rehacer su vida al lado de una mujer más joven a la que ha dejado embarazada. En su excéntrica carrera para recuperar a su marido, el fracaso de Marisol en su vida personal repercute en su relación con las gimnastas: cada vez es más dura e intransigente, llegando a abusar de su poder y posición. Marisol se enfrenta a una catarsis que la lleva a replantearse su vida.

## Reparto
- Belén Rueda como Marisol
- Ilay Kurelovic como Octavio
- Maria Netavrovana como Angelica
- Irene Escolar como Claudia
- Manuela Vellés
- Brays Efe como Fidel

## Producción
Caída libre fue rodada en Barcelona entre febrero y marzo de 2023, bajo la dirección de Laura Jou y con Belén Rueda, Irene Escolar, Manuela Vellés e Ilay Kurelovic como parte del reparto. El cineasta J.A. Bayona es uno de los productores del proyecto.

## Lanzamiento y marketing
El 22 de febrero de 2024, Universal Pictures España programó el estreno de Caída librepara el 17 de mayo de 2024. El 6 de marzo de 2024, el tráiler de la película fue lanzado.

## Recepción

### Taquilla
En su primera semana, Caída libre se estrenó en 251 cines, coincidiendo principalmente con los estrenos de Amigos imaginarios, Disco, Ibiza, Locomía y Lo que sucede después, entre otras cintas.

### Crítica
Caída libre ha recibido críticas mixtas por parte de los críticos. Pablo Vázquez de Fotogramas le dio a la película tres estrellas de cinco, describiendo la cinta como "un esforzado e intenso melodrama psicológico que se mueve entre la estilización del cliché y secuencias que cabalgan entre lo sublime, lo kitsch y el desconcierto" y escribiendo que "hay mucho en Caída libre de cuento de horror, pero de ese que parte del sufrimiento que causamos cuando nos sentimos heridos e indefensos", además de elogiar el trabajo de Belén Rueda como "loable, especialmente difícil" y añadir que la película logra mantener su propuesta "gracias a un lenguaje fílmico que comparte con [Krzysztof] Kieslowski, [Douglas] Sirk o [Pedro] Almodóvar y al mimo con que cuida cada plano". Jesús Usero de AcciónCine también le dio a la película tres estrellas de cinco, diciendo que "demuestra el talento de una cineasta Laura Jou que tiene mucho cuidado por el trabajo de su reparto [...] y por las historias que se esconden detrás de sus personajes" y que su argumento "podría ser perfectamente un drama rodado por el director manchego [Almodóvar], salvando las distancias", además de elogiar la interpretación de Rueda diciendo que "sigue demostrando ser una de las mejores intérpretes de nuestro país [...] Sin ella, seguramente, Caída libre no sería la película que es y no funcionaría", aunque también criticó que "hay cosas en el guión que no terminan de convencer" y que los personajes "[se] quedan en meros bocetos, esquemáticos, parte de la trama que permiten que ésta avance, más que personajes de carne y hueso", concluyendo que "lo que ofrece [la película] es interesante y está presentado de forma muy inteligente". Manu Yáñez de Ara también le dio a la película tres estrellas de cinco, escribiendo que la película está "a medio camino entre el drama intimista y el thriller psicológico" y que Jou "despliega una puesta en escena impregnada de una precisión casi enfermiza", aunque criticó que su "ejemplar" energía visual "se tropieza a veces con unos diálogos de carácter didáctico" y que los giros finales "parecen escaparse de la lógica del relato".
Yoel González de Contraste también le dio a la cinta tres estrellas de cinco, describiéndola como "una especie de Whiplash a la inversa" y añadiendo que "va configurando ciertos elementos de thriller para jugar con lo imprevisible", además de elogiar sus valores de producción diciendo que "se recurre a inteligentes asociaciones de imágenes por montaje, se aprovecha el dramatismo de la cámara ralentizada y se enfatiza un importante diseño de sonido", aunque criticó que "todo se desinfla con un final decepcionante". Philipp Engel de La Vanguardia le dio a la película tres estrellas de cinco, escribiendo que Rueda "se deleita en su papel de mantis religiosa con peluca a lo Cleopatra: da miedo de veras y en todo momento" y que su actuación es "lo mejor de un efectivo thriller psicológico que juega a ponernos tensos, muy tensos, siempre temerosos de descubrir aquello de lo que puede llegar a ser capaz esta mujer", además de añadir que su trama "serpentea con cierta habilidad entre Suspiria y Tár", aunque criticó que los secundarios "en general, no lucen mucho", que su puesta en escena y su fotografía "pueden llegar incluso parecer de marca blanca, más pensadas para las plataformas que para el cine" y que su tramo final "resulta además sorprendentemente blandito como si, con la coartada de humanizar a la villana, no se hubiese querido llevar la propuesta hasta sus últimas consecuencias".
Javier Ocaña de Cinemanía le dio a la película dos estrellas y media de cinco, escribiendo que Rueda está "un tanto perdida en una vacua maldad de bruja de Blancanieves, y bastante mejor en los instantes más vulnerables" y describiendo a la propia película como una cinta "sobre la competición [...] y sobre la decadencia [...] Caída libre no acaba de desarrollar ninguno de los dos, como tampoco el de la renuncia a la maternidad, que apenas se apunta", concluyendo que "no es cine social ni de denuncia, pero tampoco es un thriller ni una de terror. Es un melodrama. Y podría haber sido desaforado y loco, si tuviera más profundidad dentro". Ana Sánchez de la Nieta de Aceprensa le dio a la película un 5 de 10, escribiendo que aunque la película "luce [...] y hace pensar", el largometraje "no termina de funcionar [...] porque el arco de transformación de la protagonista es tan rápido que resulta poco coherente", además de criticar "alguna decisión estética discutible y alguna línea de diálogo algo televisiva". José María Aresté de deCine21.com también le dio a la película un 5 de 10, diciendo que la cinta "tiene empaque, y se mueve en la dinámica de títulos como Whiplash" y que Rueda "hace un notable y encomiable esfuerzo interpretativo, seguramente ella es lo mejor del film, aunque el resto del reparto está a la altura"; sin embargo, criticó que "a pesar de estos atractivos mimbres, estamos ante un film claramente fallido" y que el guion "no sabe muy bien por dónde tirar. De modo que la resolución es insatisfactoria por facilona y poco emocionante".
María Bescós de Hobby Consolas le dio a la película un 74 de 100, escribiendo que a la protagonista, Marisol, "se le confiere la suficiente profundidad como para que no sea una villana absoluta, sino un personaje redondo con diferentes luchas internas que tiende hacia la oscuridad" y que Jou "escoge sin sutiliza pero con efectividad algunas metáforas que sirven para reforzar el carácter controlador del personaje [...] haciendo que te preguntes cuál es el límite para un personaje tan metódico y manipulador", aunque criticó que su ritmo "decae hacia el final del metraje, cuando llega la hora de explicar qué clase de final le puede esperar a alguien como Marisol, y resulta ser uno bastante más tibio de lo que has visto hasta el momento". Eduardo Cardenal Hernando de eCartelera le dio a la película un 7 de 10, diciendo que la cinta "está repleta de acertadas decisiones técnicas que construyen a un complejo protagonista sin necesidad de diálogos [...] continuamente define con éxito a su personaje a través de lo visual" y que contiene "una acertada decisión en la dirección tras otra", además de elogiar la interpretación de María Netavrovana diciendo que "no solo cumple en lo deportivo, sino que se convierte en una de las actrices revelación del año", concluyendo que la película es "un descenso al infierno mental del que se es tan víctima como culpable que funciona tanto como drama deportivo como drama emocional". Pablo Veiga Carpintero de Cinemagavia le dio a la película un 7 de 10, diciendo que una de sus mayores virtudes "son las actuaciones, especialmente la de Belén Rueda [...] logra transmitir la complejidad y la vulnerabilidad de su personaje de manera magistral, llevando al espectador a través de un viaje emocional tumultuoso" y que la dirección "contribuye significativamente al desarrollo de los personajes y al tono general de Caída libre, creando una atmósfera que se siente como un thriller psicológico", además de señalar al apartado técnico diciendo que "ofrece una ejecución sólida pero nada innovadora", concluyendo que la película "ofrece una experiencia cinematográfica gratificante, impulsada por actuaciones sobresalientes y una dirección que sabe cómo mantener la tensión y el interés del espectador".